# توقيت بلجيكا
التوقيت القياسي في بلجيكا هو توقيت وسط أوروبا (UTC + 01: 00). تلتزم بلجيكا بالتوقيت الصيفي إبتداءً من الأحد الأخير في مارس (02:00 بتوقيت وسط أوروبا) إلى الأحد الأخير في أكتوبر (03:00 بتوقيت وسط أوروبا). تواريخ الانتقال هي نفسها بالنسبة للبلدان الأوروبية الأخرى.

## الأساس القانوني
الأساس القانوني الحالي للتوقيت القياسي في بلجيكا هو قانون 11 يونيو 2018 «إدخال التوقيت العالمي المنسق كأساس للوقت القانوني في بلجيكا» (الجريدة الرسمية البلجيكية، 10 سبتمبر 2018). تنص المادة 2 من هذا القانون على أن الوقت القانوني هو +60 دقيقة بالتوقيت العالمي المنسق خلال التوقيت الشتوي و +120 دقيقة بالتوقيت العالمي أثناء التوقيت الصيفي. يلغي القانون الجديد القانون السابق الصادر في 29 أبريل 1892 الذي وحد الوقت في بلجيكا وقانون 7 فبراير 1920 المعدل له.